# Okręg wyborczy Leith Burghs
Okręg wyborczy Leith Burghs powstał w 1832 r. i wysyłał do brytyjskiej Izby Gmin jednego deputowanego. Okręg obejmował miasta Leith, Musselburgh i Portobello, obecnie położone w północnej części Edynburga. Okręg został zlikwidowany w 1918 r.

## Deputowani do brytyjskiej Izby Gmin z okręgu Leith Burghs
- 1832–1839: John Archibald Murray
- 1839–1851: Andrew Rutherfurd
- 1851–1859: James Moncreiff
- 1859–1868: William Miller
- 1868–1874: Robert Andrew Macfie, Partia Liberalna
- 1874–1878: Donald Robert Macgregor
- 1878–1885: Andrew Grant
- 1885–1886: William Jacks
- 1886–1914: Ronald Munro-Ferguson, Partia Konserwatywna
- 1914–1918: George Welsh Currie